# Гадельшин Хаміт Габдуллович
Хаміт Габдуллович Гадельшин (10 липня 1923 — 10 січня 2000) — радянський військовий. Учасник Другої світової війни. Герой Радянського Союзу (1944). Полковник.

## Біографія
Хаміт Габдуллович Гадельшин народився 10 липня 1923 року в селі Аїтово (за іншими даними в селі Вахіт, або Вахітово) Белебеївського кантону Башкирської АРСР РРФСР (нині села Біжбуляцького району Республіки Башкортостан Російської Федерації) в селянській родині Габдулли і Сахіб Гадельшиних. Татарин.
Закінчив початкову школу в селі Аїтово. У 1936 році сім'я Гадельшиных переїхала в село Кенеш Киргизької АРСР, де Хаміт Гадельшин завершив семирічну освіту. Перед війною вчився у фінансово-економічному технікумі в місті Фрунзе.
До лав Робітничо-селянської Червоної армії Х. Г. Гадельшин покликаний Фрунзенським міським військкоматом у серпні 1941 року і направлений на курси радіотелеграфістів. В боях з німецько-фашистськими загарбниками рядовий Г. Р. Гадельшин з жовтня 1941 року на Південному фронті. Бойове хрещення прийняв в боях під Таганрогом. В листопаді 1941 року брав участь в контрнаступ Червоної армії під Ростовом-на-Дону. Потім воював на Південно-Західному, Закавказькому та Північно-Кавказькому фронтах, а також у складі розвідгрупи в тилу противника. З серпня 1943 року сержант Х. Г. Гадельшин у складі 1449-ї окремої роти зв'язку 31-ї стрілецької дивізії 46-ї армії Степового фронту. Особливо відзначився у битві за Дніпро.
У кінці серпня — вересні 1943 року війська Степового фронту (з 20 жовтня 1943 року — 2-го Українського фронту) в ході Полтавсько-Кременчуцької фронтової операції вийшли до Дніпра. В ніч з 26 на 27 вересня 1943 року сержант Х. Г. Гадельшин з передовими підрозділами 75-го стрілецького полку форсував річку біля села Сошиновка (Верхньодніпровський район України). Поблизу правого берега човен, на якому плив старший радіотелеграфіст Гадельшин, затонув, але Хаміт Габдуллович зумів врятувати рацію, після чого протягом 13 годин беззмінно забезпечував зв'язок штабу полку зі штабом дивізії. Згодом сержант Гадельшин брав участь у боях на Аульському плацдармі.
22 лютого 1944 року сержантові Гадельшину Хаміту Габдулловичу указом Президії Верховної Ради СРСР присвоєно звання Героя Радянського Союзу. Надалі Хаміт Габдуллович воював у складі 3-го і 4-го Українських фронтів, брав участь у визволенні України, Молдови, Румунії. Бойовий шлях завершив на території Чехословаччини під час Моравсько-Остравський наступальної операції.
Після війни Гадельшин продовжив службу в армії у складі групи радянських військ у Німеччині. Потім закінчив Ленінградське військове інженерне училище зв'язку та Військову академію зв'язку ім. С. М. Будьонного. Викладав у Житомирському вищому училищі зв'язку, був завідувачем кафедри.
З 1969 року полковник Х. Г. Гадельшин в запасі. Жив у місті Фрунзе (з 1991 року місто Бішкек). Працював викладачем військової справи в професійному технічному училищі № 27, потім викладав у технікумі зв'язку. 10 січня 2000 троку Хаміт Габдуллович помер. Похований на кладовищі знатних людей в місті Бішкек Республіки Киргизстан.

## Нагороди
- Медаль «Золота Зірка» (22.02.1944).
- Орден Леніна (22.02.1944).
- Орден Вітчизняної війни 1 ступеня (06.04.1985)[4].
- Медаль «За відвагу» (04.05.1945)[5]
- Медалі.

## Документи
- Загальнодоступний електронний банк документів "Подвиг Народу у Великій Вітчизняній війні 1941—1945 рр .. ".   13 березня 2012 року.  № у базі даних 150006597.  Статичний 27 травня 2012 року., 18714624.  Статичний 27 травня 2012 року., 18714866.  Статичний 27 травня 2012 року.